# 永远的忍者神龟
《永远的忍者神龟》（英語：Turtles Forever）是一部2009年的美国剧场版动画电影，由美国4Kids娱乐和幻影工作室制作出品并发行。为纪念《忍者神龟》作品诞辰25周年庆典的4Kids公司版本之终结纪念作。电影主角由不同版本的忍者神龟来担任，包括漫画版、80年代动画版和新动画版——主要是以轻松愉快风格的1987年版忍者神龟动画系列人物和风格灰暗、更严肃的版本也就是4Kids自己出的2003年版忍者神龟动画系列人物组成-总之，这是一场跨越多个平行宇宙的传奇冒险。

## 反应
烂番茄支持率目前为N/A级，有79%的喜爱率，而且收到了许多被称为“具有创意与交叉性质的电影”的赞扬。